# 五条霊戦記 GOJOE
『五条霊戦記 GOJOE』（ごじょうれいせんき）は、2000年（平成12年）に製作・公開された日本映画。
12世紀の京都を舞台に、弁慶と遮那王の五条大橋での対決を描いたSF時代劇であり、その後の二人についても新しい解釈が盛り込まれる。主演は隆大介と浅野忠信、永瀬正敏。

## ストーリー
平安時代の末、京都の五条大橋に鬼が現れ、武士を次々と襲っていた。
武蔵坊弁慶は不動明王からの啓示を受け、宝刀鬼切丸を盗み出すと、刀鍛冶の鉄吉と鬼退治に赴く。その鬼とは、源氏の末裔である遮那王であった。
芥子丸、剛人という従者を引き連れて平家を惨殺する遮那王に対し、平家も次々と刺客を送り込むがまるで刃が立たず、皆殺しにされてしまう。
さらに遮那王に挑んだ弁慶もまたその妖気にあてられた隙をつかれ、検非違使らに捕われてしまう。
平家はもはや弁慶以外に遮那王に対抗できるものはないとして、弁慶を用いて遮那王を葬り去らんと画策していた。
遮那王を討つために修羅となる弁慶と、平家討伐よりも弁慶との決着を優先して迎え撃つ遮那王。
五条大橋で繰り広げられる決戦は人智を越えたものとなり、やがて両雄が相討った瞬間、落雷を受けて五条大橋は炎上する。
戦いの結末を呆然と見守っていた芥子丸は、自らを源九郎義経と名を改め、剛人を武蔵坊弁慶に仕立て上げると、源氏再興の為に決起する。
そして燃え上がる五条大橋には、友である弁慶の名を呼ぶ鉄吉の叫びが、いつまでも響いていたのであった。

## キャスト
- 弁慶 : 隆大介
- 遮那王 : 浅野忠信
- 鉄吉 : 永瀬正敏
- 平忠則 : 岸部一徳
- 芥子丸（後の源義経） : 細山田隆人
- 朱雀法眼 : 國村隼
- 阿闍梨 （恵仁上人）: 勅使川原三郎
- 聖 : 光石研
- 湛塊 : 船木誠勝
- 鬼兵治 : 城明男
- 少進坊 : 鄭義信
- 剛人（後の弁慶） : 成田浬
- 朝霧 : 粟田麗
- 巫女 : 美加理
- 五条橋の翁 : 内藤武敏
- 幻影の少年 : 高橋隆大
- 苦毒丸 : 浅田修生
- 蝉入道 : 張春祥
- 居平 : 森羅万象
- 金太 : 田中要次
- 藻平 : 森下能幸
- 鉢叩き : 石原尚大
- 放下 : 森正明
- 傀儡師 : 井上浩
- 泥棒 : 伊藤信隆
- ささらすり : 小西直人
- 奕打打ち : 白岩正嗣
- 平家武者 : 権藤俊輔
- 平家武者 : 塚本耕司
- 平清盛 : 諏訪敦彦
- 源義朝 : 磯見俊裕
- 常磐御前 : 石井育代

## スタッフ
- 監督 : 石井聰亙
- プロデューサー : 仙頭武則
- 原案 : 石井聰亙、大崎裕伸、諏訪敦彦
- 脚本 : 中島吾郎、石井聰亙
- 音楽 : 小野川浩幸
- 編集 : 掛須秀一
- 衣装（デザイン） : 二宮義夫、千代田圭介、新井正人
- 録音 : 小原善哉
- スクリプター : 森直子
- スチル : 渡邉俊夫
- プロダクションスーパーバイザー : 金森保
- 撮影監督 : 渡部眞
- 撮影応援 : 和田茂、安田圭
- 美術監督 : 磯見俊裕
- 美術デザイナー : 郡司英雄
- スタイリスト : 高橋ハルカ
- ミュージックスーパーバイザー : 大川正義
- スクリプター応援 : 工藤みずほ
- ビジュアルエフェクトスーパーバイザー : 古賀信明
- サウンドエフェクトスーパーバイザー : 今野康之
- ポストプロレコーディングミキサー : 松本能紀
- 特殊造形 : 原口智生、宗理起也
- 絵コンテ : 多智花良彰、花谷秀文
- 殺陣 : 中瀬博文
- 助監督 : 藤江義正
- 制作主任：森井輝

## ノベライズ
- 『五条霊戦記』（角川書店、著 : 倉橋緑、中島吾郎、石井聰亙）
- 『五条霊戦記―天挑む鬼』（角川書店、著 : 古屋葉月、中島吾郎、石井聰亙）

## コミック
- 『五条霊戦記』（角川書店、監督・脚本 : 石井聰亙、脚本 : 中島吾郎、作画 : 逢坂みや）